# 대한항공의 역사

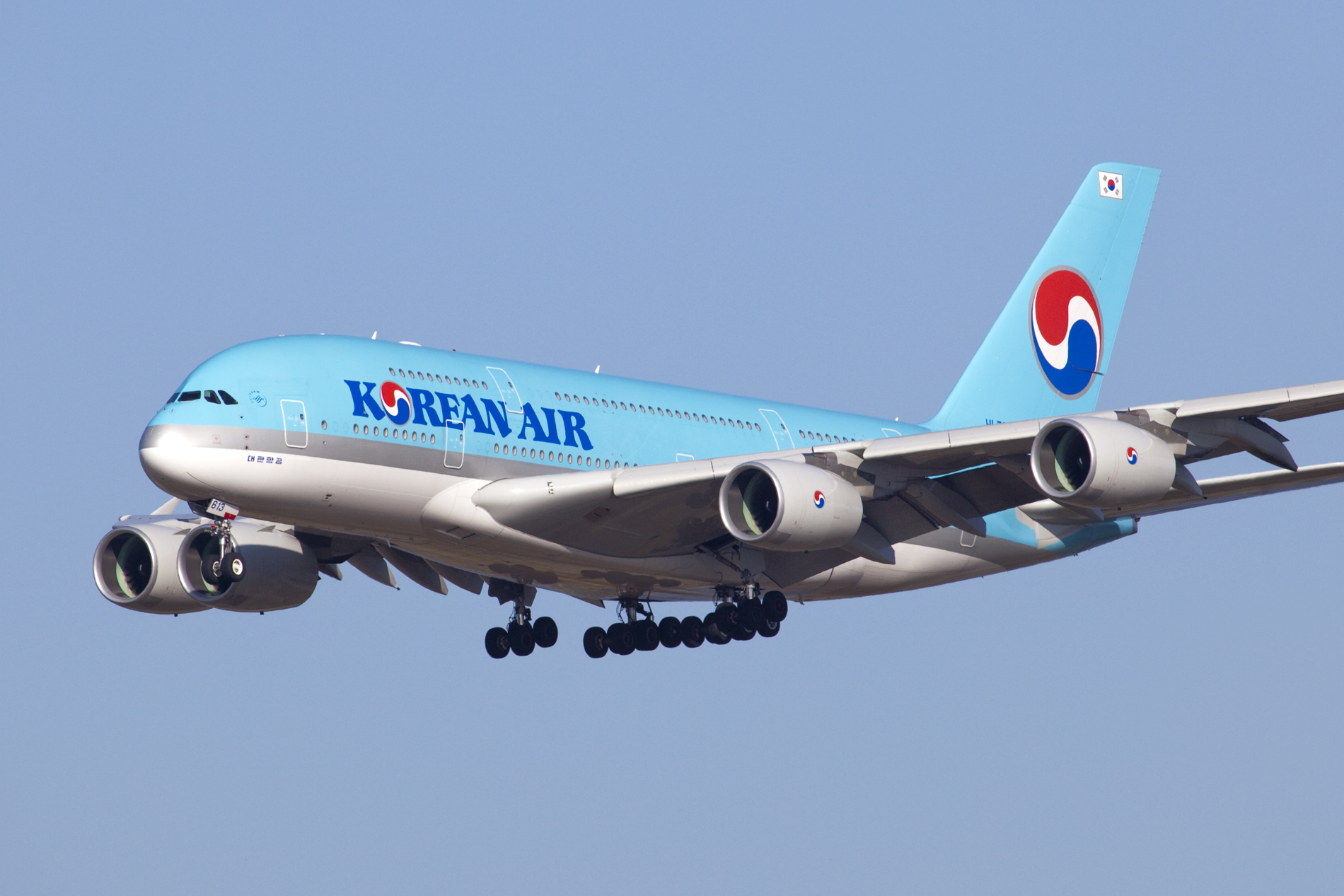
대한항공의 에어버스 A380-800

이 문서에서는 대한항공의 역사에 대해 설명한다.

## 초창기

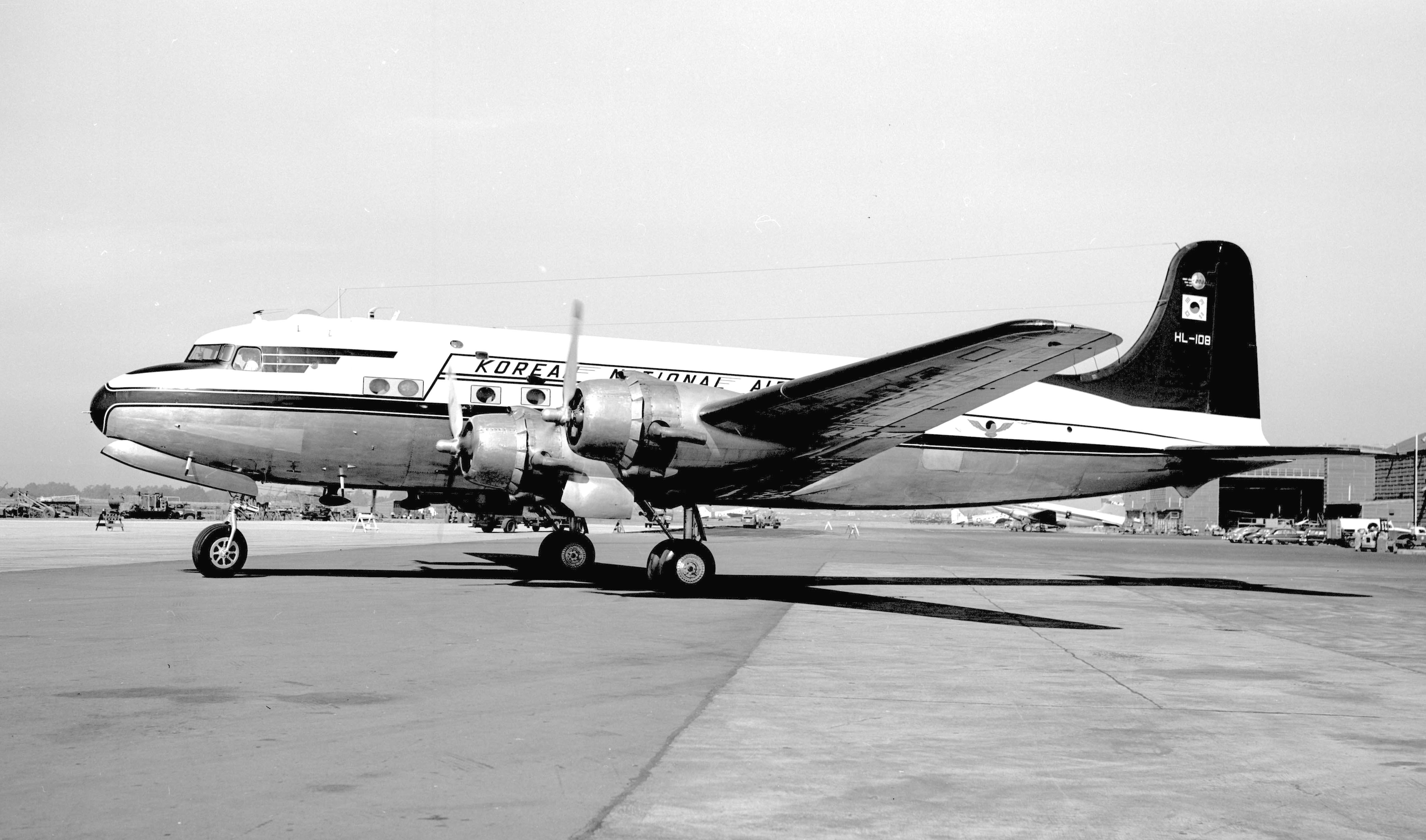
대한국민항공

1929년에 신용욱이 조선비행학교를 설립함으로써 태동하였다. 이후 조선비행학교는 1936년 10월에 조선항공사업사로 명칭을 바꾸면서 정기 운항을 시작하였다. 해방 이후 조선항공사업사는 미 군정의 허가를 받아 1946년 3월 1일 대한국민항공(영어: Korea National Airlines)(1948년 10월까지는 대한국제항공사)로 이름을 바꾸고 영업을 재개하였다. 그러나 수요 급감과 환율 상승으로 인한 운영상의 어려움, 신용욱의 투신자살로 도산 위기에 처했으나 1962년 대한민국 정부가 출자하여 대한국민항공을 인수, 대한항공공사(大韓航空公社)를 설립하였다. 그러나 부채와 누적 적자가 무려 27억 원에 달하는 등 만성적인 경영난에 시달리게 되어 민영화를 추진하게 됐고, 1969년 3월 1일 인천 거점의 운송전문 기업인 한진상사에서 대한항공공사의 부채를 떠안는 조건으로 14억 5,300만 원에 인수하는 동시에 민영화되어 현재의 대한항공으로 발족했다. 당시 대한항공공사는 제트기로는 DC-9기 1대, 프로펠러기로는 당시로서는 노후한 DC-3기 2대, DC-4기 1대, F-27기 2대, FC-27 2대로 총 8대를 보유하고 있었다. 민영화 초기, 노후 항공기 처분 계획과 전 노선 제트기 운영화를 목적으로 프로펠러기를 모두 처분하려 했으나 노후 항공기였던 DC-3 4기와 FC-27기만 퇴역하였으며, F-27기의 경우 오히려 3대 더 도입하여 국내선에 투입하였다. 또한 국내선과 단거리용으로 일본에서 YS-11기를 도입하여 1976년까지 사용하였다.

## 성장기

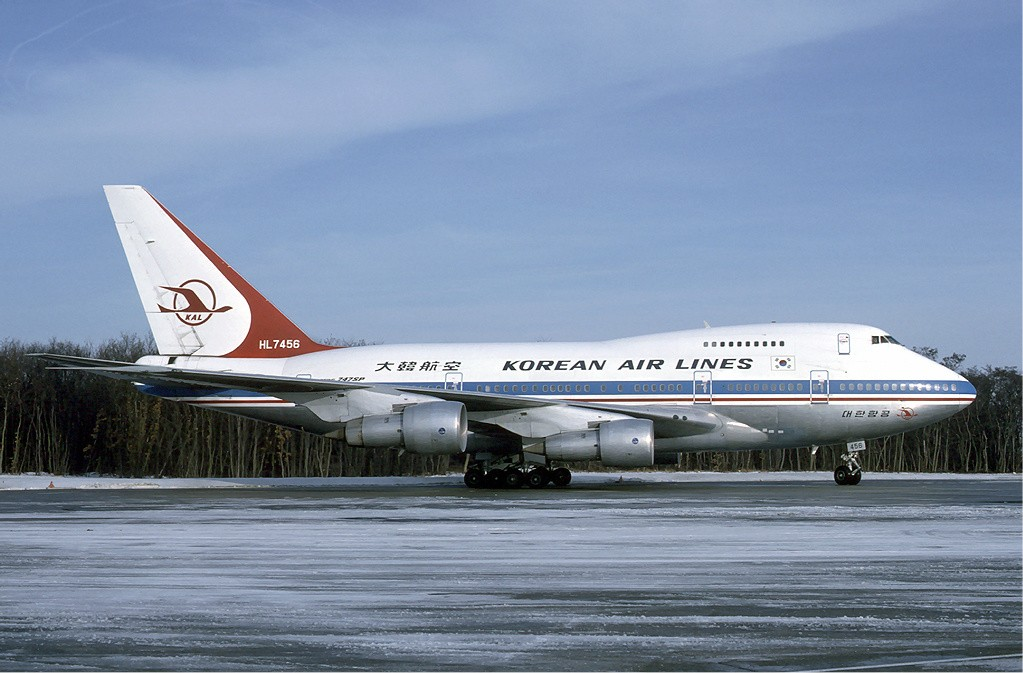
퇴역한 대한항공의 보잉 747SP 구도색

1969년에 민영화된 대한항공은 보잉 720 항공기를 도입하여 단거리 국제선 노선에 투입, 제트기 시대를 열었다. 보잉 707 항공기는 1970년까지 대한항공의 유일한 제트기로서 역할을 해냈으며 같은 해 최초로 국제선 노선을 취항하였다. 또한 이 기간 동안에 대한항공은 3대의 보잉 707 화물기를 도입해 수익 창출을 다각화하였다. 1971년에는 보잉 707을 도입함으로써, 1972년까지 보잉 727 항공기와 단 1대의 보잉 707 항공기로 노선 전역을 커버하였다. 1971년 3월 26일에는 새로운 항공협정을 통해 호놀룰루와 로스앤젤레스의 운항권을 획득하였고 이 노선은 현재까지도 대한항공의 주력 노선으로 운항하고 있으며, 편명대는 KE0** 번대로 운항한다. 이 노선의 효과적 운용을 위해 당시 사장이었던 조중훈은 보잉 747 도입을 결정하여 1972년 10월 18일에 보잉 747-2B5(B5는 대한항공에서 도입하는 보잉사의 항공기의 고객코드이다.)의 도입을 확정 지었다. 그리고 1973년 5월 2일에 보잉 747-2B5B(HL7410) 융비호 항공기를 도입했다.. 초기 미주 노선은 서울 ~ 도쿄 ~ 호놀룰루 ~ 로스앤젤레스의 장거리 노선이었으며 비행 시간은 17시간이었다. 논스톱 직항편은 그로부터 몇 년 후에 신설했으나 보유 기종의 항속거리 미달과 항공 협정의 불리한 조항 때문에 논스톱 직항편 신설이 지연되었다. 그 시절에는 중동 붐으로 중동으로 향하는 노선들이 많이 있었는데 국제 정서상 모두 중국, 베트남을 우회해서 통과하였다. 미주 노선도 마찬가지로 국제 정서상 북한, 소련 영공을 통과하지 못하고 일본 센다이 쪽으로 우회해서 가야 했다. 다만, 특이한 항로도 있었는데, 김포국제공항에서 방콕 돈므앙 국제공항과 사우디아라비아 제다의 킹 압둘아지즈 국제공항을 경유하여 스위스의 취리히 국제공항을 연결하는 항로였다.

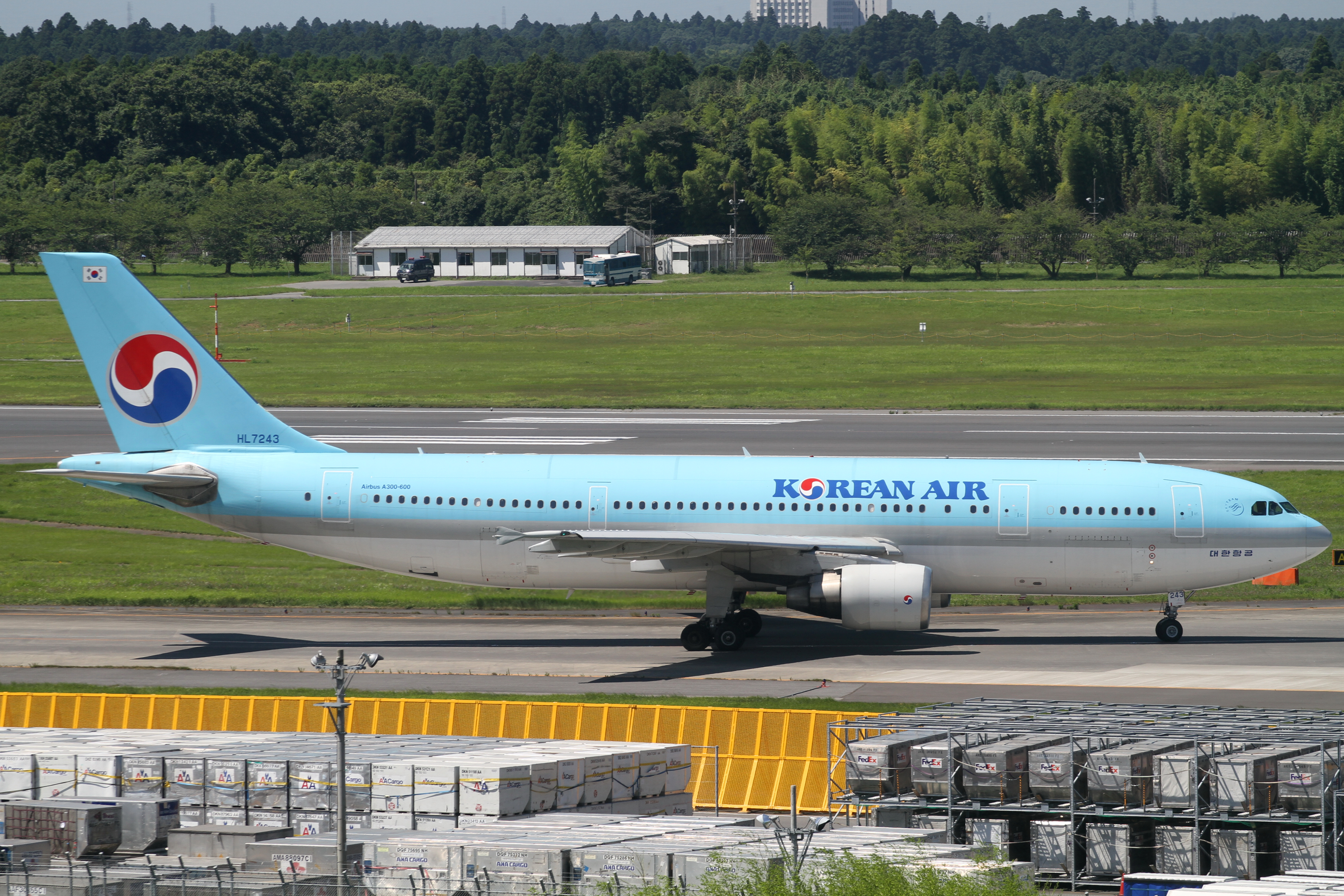
대한항공의 에어버스 A300-600R

미주 노선이 안정화되면서 대한항공은 유럽 노선 개척에 힘을 썼다. 이를 위해 엑조세 미사일 도입건과 함께 체결된 에어버스 여객기의 패키지 주문에 따라 A300 항공기를 유럽 이외 지역에서 아시아 국가 중 최초로 발주했으며 적극적인 영업 활동을 하면서 화물 노선에 취항 후 여객 노선에 취항하였다. 미주 노선과 마찬가지로 당시 국제 정서상 소련 영공을 통과하지 못해 거꾸로 미국 알래스카주의 테드 스티븐스 앵커리지 국제공항에서 중간 기착 및 급유를 마친 후 다시 운항하였으며, 앵커리지에서 북극을 통해 영국, 프랑스 등을 연결하였다. 앵커리지로 가는 항공편마저도 북한, 소련 영공을 우회하기 위해 일본 도호쿠 지방(야마가타현, 미야기현) 방향으로 우회하여 운항하였다. 조중훈 전 회장은 에어버스 여객기의 유럽 외 지역의 판로를 개척했다는 공로로 1990년 프랑스 정부로부터 레지옹 도뇌르 훈장 중 2등급인 그랑도피시에를 받는다. 보잉 707 화물기와 맥도넬더글러스 DC-10 여객기로 파리까지 가는 유럽 항로를 운항하기 시작하였다. 1978년 5월 22일에 도쿄 도착편의 KE701편이 나리타 국제공항에 첫 착륙하는 이색적인 기록도 세웠으며 1985년에 보잉 747SP 항공기 편성을 시작으로 나리타 국제공항에 가는 정규 노선이 신설되었다.

## 중반기

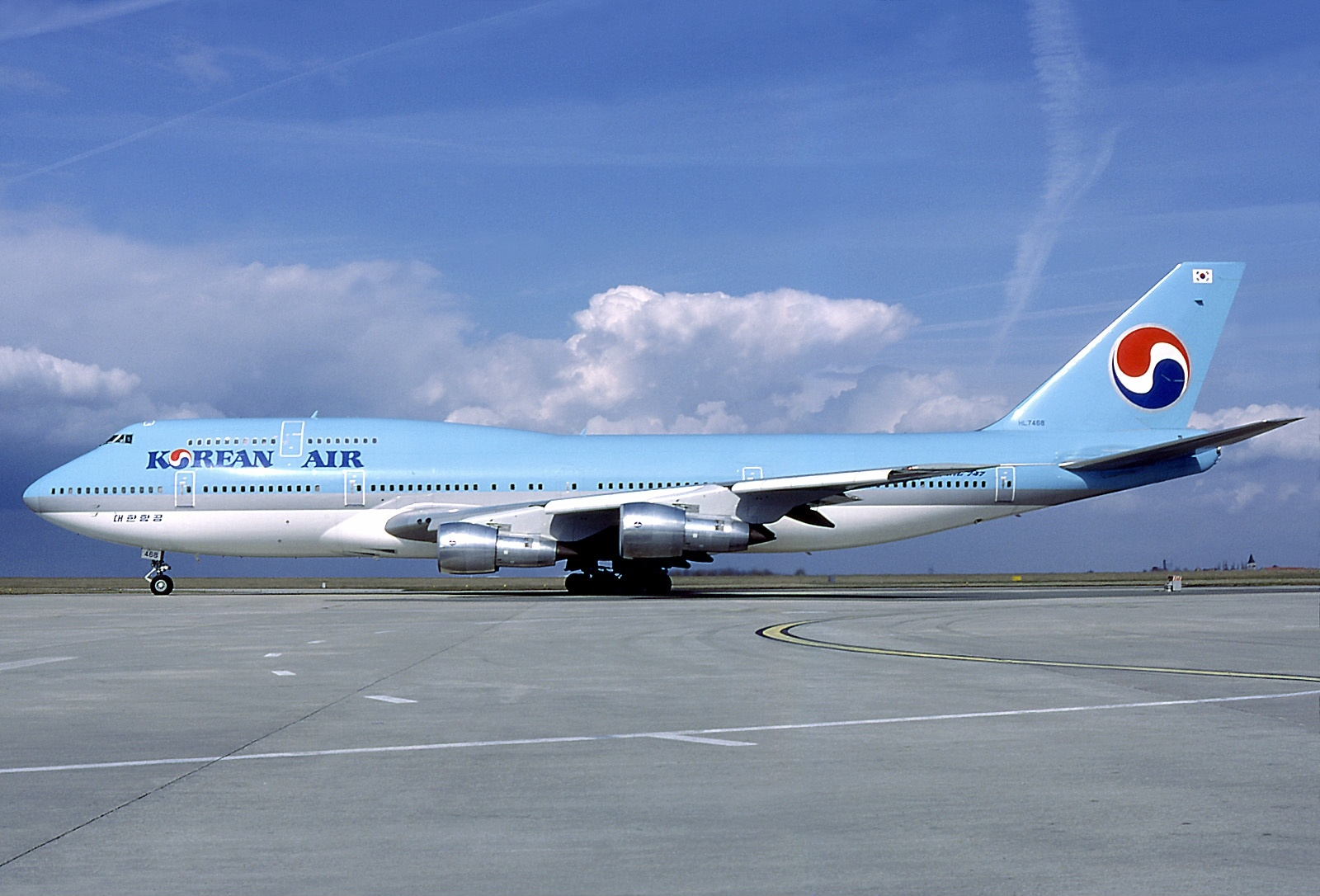
대한항공의 보잉 747-300

1980년 초에 새 항공기 CI를 위한 공모를 하였으나 적절한 작품을 찾지 못한 뒤 보잉과 공동으로 작업한 하늘색 바탕의 은색띠 그리고 볼드체의 영문 KOREAN AIR와 대한민국의 전통 태극무늬와 추진적인 프로펠러 이미지를 합친 새 CI를 구상하였다. 새로운 CI는 한글과 한자로 된 부분이 현저하게 줄었는데, 이는 대한항공의 인지도 상승을 위함이었다. 이 새로운 CI는 1984년 3월 1일에 적용되었고 신규 CI는 같은 년도에 도입된 포커 28 항공기와 보잉 747-300B부터 적용되어 점차 확대, 적용되었다. 이 CI는 1990년대에 아주 작은 변화가 있었으며 기체 기수에 한글 '대한항공'의 변화이다. 초기 CI에서는 기울임꼴로 처리되어 있었지만 1990년대에 도입되거나 새로이 도장된 기체에는 기울임꼴이 아닌 일반체로 되어 있다. 이로써, 구 CI와 신 CI의 유일했던 공통점이 사라지게 되었으며 새로운 도장은 현재까지도 변함없이 쓰이고 있다.
냉전 종식 및 소련이 해체된 후 1991년에는 러시아, 몽골, 중국에 취항하기 시작하였으며, 2006년에는 러시아의 아에로플로트와 제휴를 시작했다. 냉전 종식 후에는 러시아 상공을 통과할 수 있게 되어 앵커리지 경유가 없는 유럽 직항 노선이 활성화되었다. 1992년에는 남아메리카 최초의 노선인 브라질 상파울루 노선이 신설되었으나 2001년에 운항을 중단한 뒤 2009년에 재취항했다. 단, 인천국제공항에서 브라질까지 항속거리를 모두 커버할 수 없기 때문에 미국 LA에서 중간 기착 후 운항하였다. 이 노선이 북아메리카를 거치는 유일한 노선이자 유일한 남미 노선이었지만, 지속적인 적자로 제 31회 리우데자네이루 하계 올림픽이 끝나는 2016년 9월 25일을 기해 무기한 단항을 하였다.

## 현대

### 1990년대

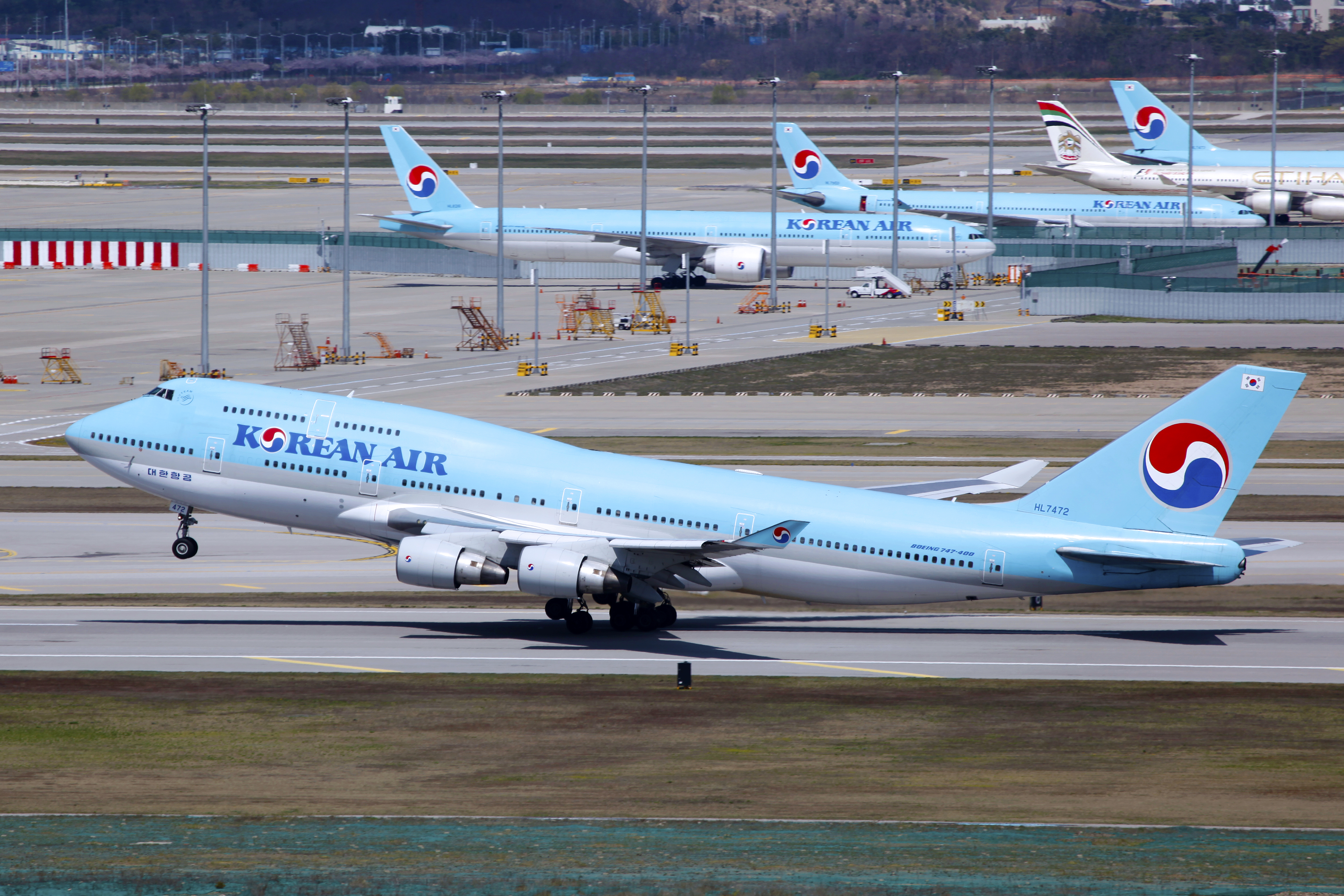
대한항공의 보잉 747-400

1987년 2월 27일, 기존의 맥도넬더글러스 DC-10 항공기를 대체하기 위해 맥도넬더글러스 MD-11의 계약을 체결하였다. 그러나 맥도넬더글러스 MD-11의 계약성능 미달 문제와 당시 보잉과 맥도넬더글러스의 합병으로 이 항공기의 유지비가 오를 것으로 전망되어 2003년에 전량 퇴역하였는데 퇴역하기 직전에 이 기종은 대부분 화물기로 개조되어 운항하였다. 또한 맥도넬더글러스 MD-11은 여러 가지 사건과 사고가 있었는데 그 중 대표적인 2가지는 2002년에 시드니 국제공항에서 콴타스 항공 소속 지상조업자의 부주의로 일어난 사고와 상하이 홍차오 국제공항에서 실속으로 추락한 사고였다..
1995년 3월 24일에 항공기 100번째 도입을 돌파하였다.
1997년부터 보잉 777과 에어버스 A330을 도입하기 시작해 기존 맥도넬더글러스 MD-11의 공백으로 생긴 200석에서 300석 규모의 장거리 기체를 보완하기 시작했다. 2000년에 스카이팀에 창립 회원사로 가입하였으며 보잉 777이 도입되면서 구형 보잉 747-400 여객기는 화물기로 개조되었으며 비교적 신형의 보잉 747-400 기종은 단계적으로 기내 업그레이드를 실시하였다.

### 2000년대
2000년대 초반 대한항공은, 델타 항공, 아에로멕시코, 에어 프랑스와 주축으로 항공 동맹체인 스카이팀을 창설하였는데 본래 대한항공은 당시 최대 항공동맹 이였던 스타 얼라이언스에 가입하려 하였으나, 1990년대 후반 당시에 각종 사고가 많던 시절이라 가입이 거부되었고 그 후 2000년에 접어들면서 스카이팀을 결성하게 되었다.
2007년에 저비용 항공사가 늘어 나면서 자체 저비용 항공사를 설립하기로 하였고 이름은 진에어로 확정되어 현재 11개 도시에 운영 중이며, 2010년에 블리자드게임 회사와 협력 하면서 보잉 747-400기와 보잉 737-900기에 스타크래프트 2 CI를 적용했다. 에어버스 A220-300, 에어버스 A380-800, 보잉 787-9, 보잉 747-8I, 보잉 777-300ER을 도입하고 있다. 특히 에어버스 A380-800는 첫 운행 당시(HL7611) 인천국제공항발 나리타 국제공항 노선에 투입되어 예약률이 92%로 도달했으며 에어버스 A220-300 항공기 경우 보잉 737과 같은 비행기로 프랑스 에어쇼에서 20대 옵션을 포함한 10대를 도입하기로 결정됐다.

### 2010년대
2011년, 뉴 엔터테인먼트 프로그램을 사용하는 AVOD를 장착한 보잉 737-900ER을 새로 2대 도입하였으며 추가 도입한 보잉 737-900ER 4대와 보잉 737-800 10대에 AVOD를 장착하여 도입하였다.
2011년에 에어버스 A220-300을 10대 주문하였고 같은 해 페루 리마로 가는 부정기 항공편을 운항하여 브라질 이외의 남미 국가를 운항하는 최초의 항공사가 되었다. 또한 2012년에 동아시아 최초로 케냐의 나이로비 논스톱 직항편을 신설하였고, 11월부터는 15년만에 사우디아라비아의 리야드 ~ 제다에도 정기 여객편을 투입하였다. 하지만 석유 가격의 하락으로 리야드 ~ 제다 노선은 무기한 단항하게 되었고 에볼라 바이러스의 여파로 나이로비 노선은 휴항하였다가 2015년 7월에 완전히 단항되었다.

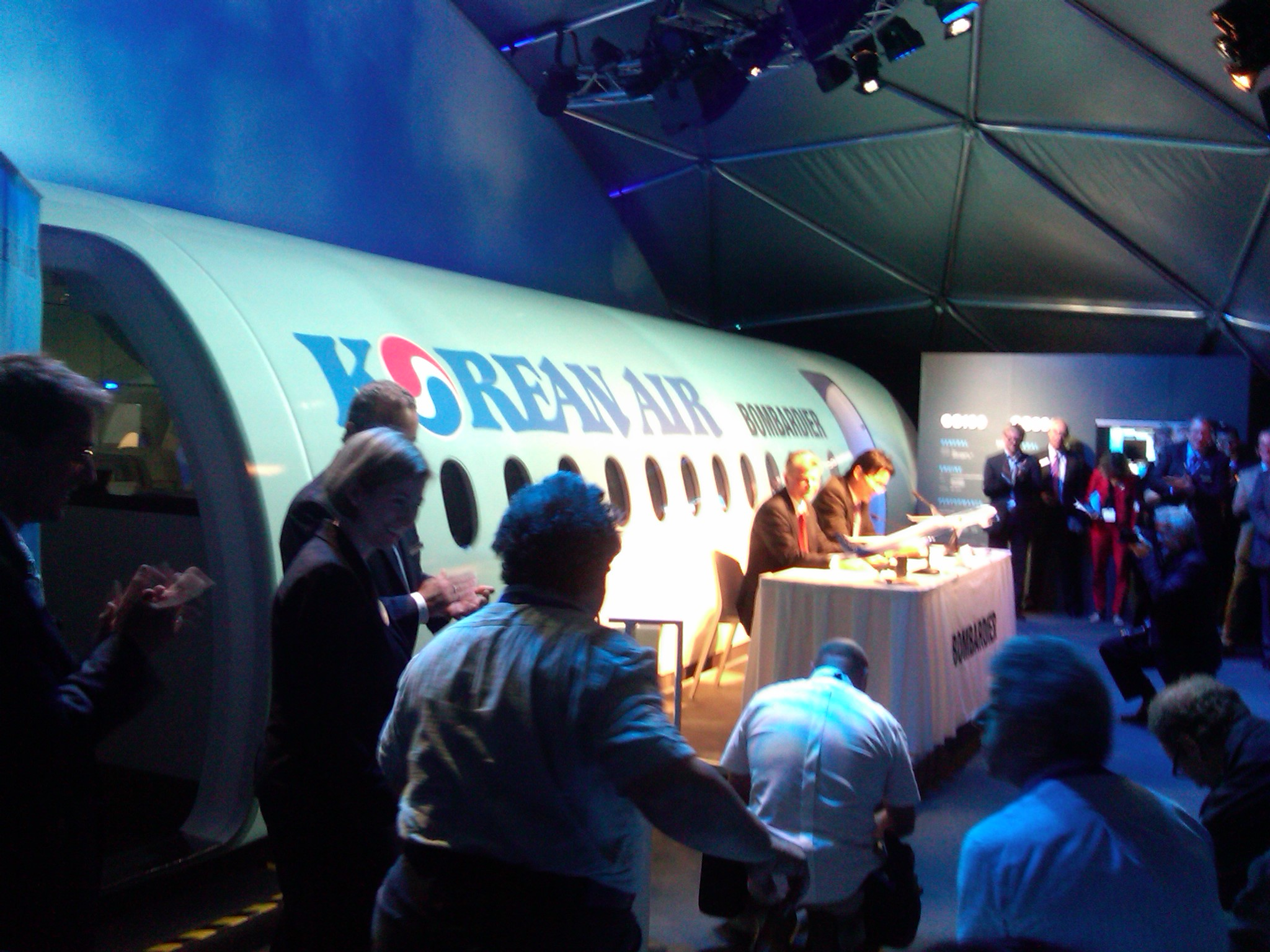
대한항공이 프랑스 에어쇼에서 A220-300을 주문하기로 하였다.

2013년 4월 10일 국영항공사인 체코항공의 지본 44%를 인수하여 체코항공의 2대 주주가 되었다, 2013년 8월 1일에는 투자사업 부문을 주식회사 한진칼로 분할하였으며, 12월 19일 대한항공은 재무구조 개선을 위해 현재 800%에 달하는 부채율을 400%대까지 줄이기 위해 S-oil지분 3,000만 주를 매각하고 연비효율이 좋지 않은 보잉 747-400, 보잉 777-200ER 항공기 15대를 매각하기로 하였다. 2013년 12월 10일 체코항공의 1대주주로 승격되었다.

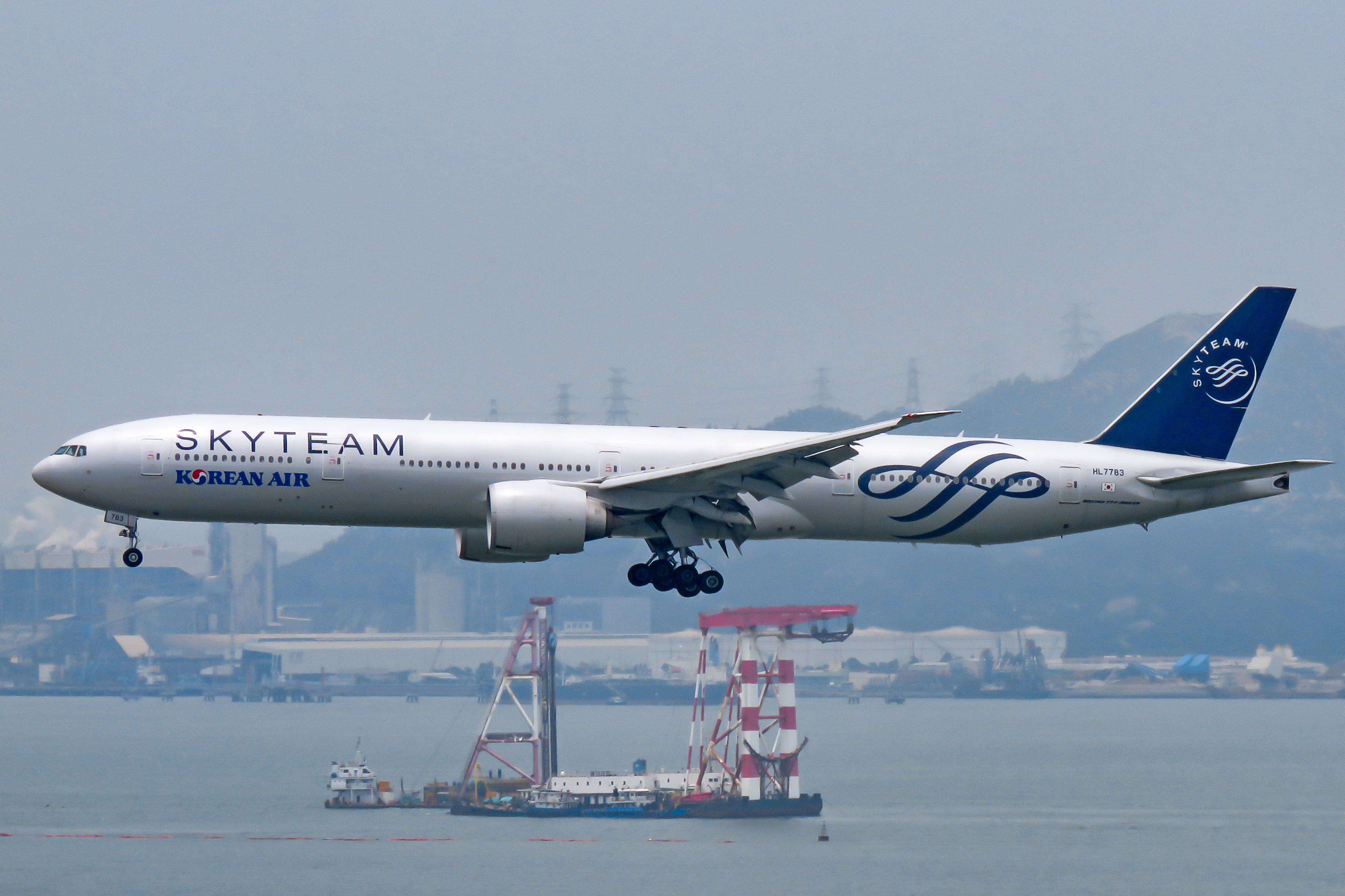
HL7783 (스카이팀 특별도장)

2015년 4월 25일, 당시 보잉 777-200ER HL7733 스카이팀 특별도장 기체가 진에어 송출 예정으로 인해 보잉 777-300ER HL7783 기체에 스카이팀 특별도장을 입힌것이 공개되었다.
2017년 2월 24일에는 첫번째 보잉 787-9를 인도받았으며 6월 24일, 델타 항공과 조인트 벤처 협정을 타결하였다. 6월 28일에는 기내에서 음주, 폭행이나 폭언 등으로 항공 안전을 방해하는 승객을 대상으로 일정 기간 또는 영구히 탑승을 거부하는 제도인 노플라이 제도, 일명 'KE 노플라이' 제도를 국내 항공사 최초로 도입했다. 탑승 거부 대상은 신체 접촉을 수반한 폭력 행위, 성추행 등 성적 수치심이나 혐오감을 야기하는 행위, 지속적인 업무 방해 등 형사처벌 대상 행위의 전력이 있는 승객이다. 12월 25일에는 아시아 국가로서는 첫번째로 에어버스 A220-300을 인도받았다.
2018년 1월 18일 인천국제공항 제2여객터미널 개장에 따라 기존 제1터미널에서 제2터미널로 이전하였으며 1월 20일, 에어버스 A220-300 운항이 본격적으로 시작되었고 2월 5일 세계적인 항공화물 IT 서비스 업체 IBS와 차세대 항공화물시스템 ‘iCargo’ 도입 계약을 체결했다. 2018년 2월 15일부터 미국행 탑승객을 대상으로 출국 인터뷰 실시 등 탑승보안절차를 강화하였다. 2018년 2월 28일 체코 항공의 지분 44%를 트래블 서비스에 매각했다. 3월 29일, 대한항공과 델타 항공의 태평양노선 조인트 벤처 최종승인을 받아냈으며 같은 해 5월 1일 대한항공, 델타 항공의 태평양 노선 조인트 벤처가 공식적으로 발효, 시행되었다. 12월 6일 스카이패스 실물 카드 발급 중단하였으며 12월 18일, 탑승객 서비스 중 수요가 줄어든 서비스들을 폐지, 일등석 승객을 대상으로 제공하는 서비스(수하물 랩핑서비스) 중 일부를 중단했다.

### 2020년대
2020년, 2월 14일, 다양한 승객들의 수요 충족을 위하여 기내 엔터테인먼트 시스템의 영상 콘텐츠를 대폭 보강함과 동시에 편리한 이용을 위해 업그레이드 하였다. 60여편이 제공되는 영화를 연내 400여편으로 늘이고, 할리우드 고전 영화 및 어린이 영화, 중국 영화, 일본 영화, 한국 고전 영화를 추가하였고, 3월부터 인도 영화를 추가하였다. 또한, 단편물 콘텐츠인 드라마, 다큐멘터리를 비롯한 9개 장르 80여편의 프로그램을 9월부터 약 260편까지 추가할 예정이다. 같은 해 8월 25일, 대한항공은 자금 확보의 계획으로 한앤컴퍼니와 기내식사업부, 면세사업부에 대한 매각을 9906억원 규모대로 체결하였다. 11월 29일, 추가 자금확보를 위해 자회사인 왕산레저개발 역시 매각하기로 하였으며 약 1300억원에 매각될 예정이다.
2020년 11월 17일 대한민국 국토교통부는 대한항공의 아시아나항공 인수를 공식 확정하였으며 아시아나항공의 채권단인 한국산업은행이 대한항공 모회사인 한진칼에 5천억 원을 투입하고, 3천억 원 규모의 교환사채를 인수해 한진칼이 대한항공의 2조5000억 원 유상증자에 참여하고 대한항공은 총 1조 8000억 원을 들여 아시아나항공의 신주(1조 5000억 원)와 영구채(3000억 원)를 인수해 지분 63.9%을 취득하는 방안으로 그 이후 장기적으로 아시아나항공과 통합을 발표했다.
같은 해 12월 10일, 대한항공은 세계적인 항공 서비스 컨설팅 기관인 스카이트랙스로부터 5성급 항공사로 선정되었는데 좌석 편안함, 다채로운 AVOD 서비스, 다양한 기내식 및 와인 구성도 등 대한항공만의 차별화된 서비스가 평가의 주요 요인으로 평가되었다.

## 연표

### 2000년이전
- 1969년 3월
  - 한진상사(주), 대한항공공사 운영권 인수
- 1971년 4월
  - 서울-도쿄-로스앤젤레스 태평양 화물 노선 취항 (한국 최초 미주 노선 정기 취항)
- 1972년 4월
  - 서울-도쿄-호놀룰루-로스앤젤레스 최초 미주 여객 노선 정기 취항
- 1975년 3월
  - 파리 여객 노선 취항
- 1976년 12월
  - 김해 헬기공장 준공 (현 부산테크센터)
- 1979년 3월
  - 뉴욕 여객 노선 취항
- 1981년 12월
  - 로스앤젤레스공항, 대한항공 전용 화물터미널 준공
- 1983년 6월
  - 제동훈련비행장 개소 (현 정석비행훈련원)
- 1984년 3월
  - 고니 마크에서 태극 마크로 심벌 마크 변경
- 1984년 3월
  - 서소문 KAL 본사 빌딩 준공
- 1988년 8월
  - 88서울올림픽 성화 봉송
- 1991년 5월
  - 국내 최초 항공사 자체 양성 민항 조종사 탄생
- 1994년 12월
  - 서울-중국 여객 노선 개설 (베이징, 톈진, 칭다오, 선양)
- 1995년 3월
  - B747-400 항공기 도입으로 항공기 보유 100대 돌파
- 1997년 5월
  - 대한항공 본사 김포 OC빌딩 준공
- 1998년 2월
  - 자체 개발 비빔밥 메뉴, 국제기내식협회(ITCA) 머큐리상 대상 수상[33]
- 1999년 4월
  - 조양호 회장 취임

### 2000년이후
- 2000년 6월
  - 스카이팀(SkyTeam) 창설 (대한항공, 델타항공, 에어프랑스, 아에로멕시코)[34]
- 2003년 3월
  - 객실 훈련센터 준공
- 2005년 6월
  - IATA 발표 2004 국제선 화물수송 부문 세계 1위 선정
- 2005년 9월
  - 신 유니폼 발표
- 2006년 10월
  - 기내 엔터테인먼트 프로그램 안내서 『beyond』(비욘드) 창간
- 2008년 2월
  - 프랑스 루브르박물관 한국어 안내 서비스 시작

- 2011년 5월
  - A380-800 1번기 도입
- 2016년 6월

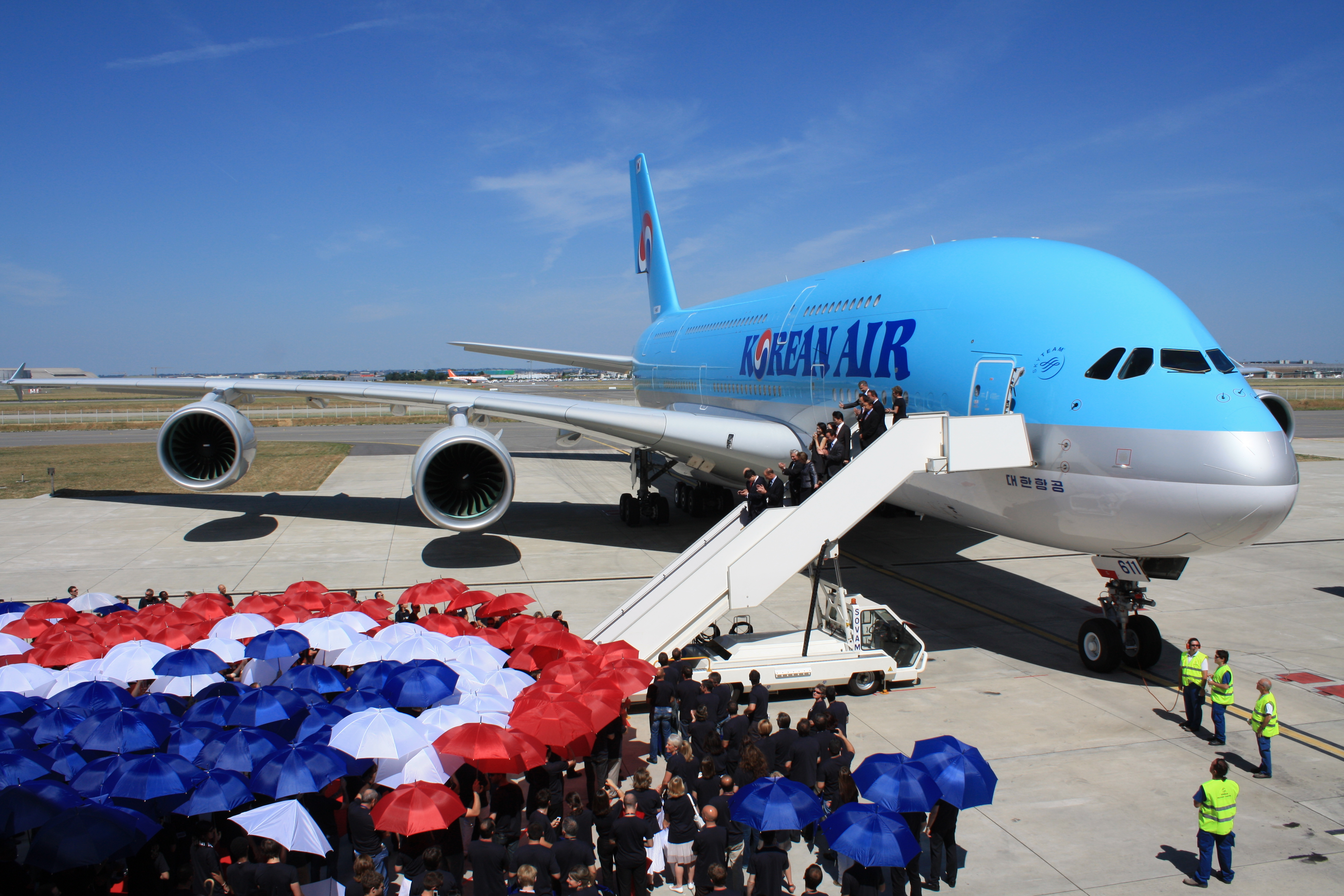
에어버스 A380-800의 도입

  - 세계 최대 규모 항공엔진 테스트 시설(ETC) 영종도 개관
- 2017년 2월
  - B787-9 1번기 도입
- 2018년 1월
  - 인천국제공항 제2여객터미널 개장
- 2018년 5월
  - 대한항공-델타항공 '조인트벤처' 공식 출범
- 2019년 6월
  - 제75차 IATA 연차총회 개최
- 2025년 3월 11일
  - 심벌마크 CI 교체 도입, 남색 변형

## 참고 자료
- 대한항공 역사 - 대한항공